# チョーシン (ミサイル巡洋艦)
チョーシン(USS Chosin, CG-65)は、アメリカ海軍のミサイル巡洋艦であり、タイコンデロガ級ミサイル巡洋艦の19番艦である。
艦名は朝鮮戦争における「長津湖の戦い(Battle of Chosin Reservoir)」に因む。

## 艦暦
1991年の就役後、チョーシンは一貫して真珠湾に本拠を置く太平洋艦隊に所属している。
2008年4月には海軍検査・調査委員会 (INSURV) による評価で「継続的な作戦行動に不適である」と判定され、落第した。2008年9月には5インチ砲の砲身が交換された。
2009年11月6日にはソマリア沖の海賊に対処する国際合同部隊である第151合同任務部隊の旗艦としてアデン湾に進出した。2009年11月17日にはアデン湾でイエメン人の漁師3人を救助した。漁師は12人の海賊に船を乗っ取られて海に放り出されたという。その際、海賊は木の板を浮きにして海に飛び込むか、その場で殺されるか選ぶよう迫ったとされる。 チョーシンの医務官は漁師に食料と水を与えて治療にあたり、容態が安定したところでイエメン海軍艦艇に移乗させた。
2013年4月にはINSURVの定期検査に合格し、同月30日には母港の真珠湾を出港して西太平洋の哨戒任務に就いた。この任務ではパートナー諸国との戦域防衛作戦や人道支援・災害支援を予定していた。2013年10月にはオーストラリアのシドニーで行われたシドニー港国際観艦式に参加した。
2014年2月にはハワイ沖630 km (390 mi)で機関室火災により航行不能になったカナダ海軍の補給艦プロテクチュールに対してヘリコプターで支援物資を送った。これに対し、カナダ政府はチョーシンをカナダ軍部隊表彰で遇した。
2015年に「レイク・エリー」「ポート・ロイヤル」と共に「休息状態」に置かれることになった。
2016年6月には母港がサンディエゴに変更された。